# 拉巴·斯利馬尼
拉巴·斯利馬尼（法語：Rabah Slimani；1989年10月18日—）是一位法國橄欖球運動員。他是法國國家橄欖球隊的一員，代表法國參加了2015年世界盃橄欖球賽。